# Lilium grayi
Lilium grayi is een plant uit de leliefamilie (Liliaceae). Sereno Watson vernoemde de soort naar Asa Gray.
Het is een bolgewas. De plant kan tot 20 cm hoog worden, maar wordt doorgaans tot 8 cm hoog. De plant bloeit in juni en juli met hangende, oranjerode, aan de binnenkant paarsgevlekte, klokvormige bloemen.
De plant komt van nature voor in bergachtig gebied in het grensgebied van de Amerikaanse staten North Carolina, Tennessee en Virginia. Hier komt de plant voor in hooggelegen grasvlakten, graslanden op steile ontsluitingen, zandsteenvlakten, veen en bij open plekken in het bos in de volle zon op grote hoogten.
De plant wordt bedreigd door grazend rundvee, konijnen, wilde zwijnen, vernietiging van zijn habitat, verzamelaars die de plant illegaal uit de natuur halen, te veel schaduw in de ondergroei en schimmelziekten. Onderzoek heeft aangetoond dat de schimmelziekte antracnose (bij deze plant veroorzaakt door Colletotrichum-soorten) verantwoordelijk is voor vroegtijdige veroudering van bloeiende planten, voordat deze in staat zijn om vruchten te vormen.
In de Verenigde Staten maakt de plant deel uit van de CPC National Collection of Endangered Plants. Namens het Center for Plant Conservation houdt de North Carolina Botanical Garden zich bezig met de bescherming van de plant.
Lilium grayi is in staat om hybriden te vormen met Lilium canadense.